# Бади уз-Заман Мирза
Бади уз-Заман Мирза (умер 14 марта 1659) — сефевидский принц, субадар Малвы, Ауда и Гуджарата, один из наиболее могущественных соратников могольского падишаха Шах-Джахана.

## Биография
Бади уз-Заман Мирза Сефеви, носивший лакаб Шах Наваз-Хан Бахадур, был пятым сыном Рустама Мирзы и праправнуком персидского шаха Исмаила I. Также был тестем могольского падишаха Аурангзеба и его младшего брата Мурада Бахша.
Был женат на Наурас Бану Бегнум, дочери Мирзы Мухаммед Шарифа. От неё у Шахнаваза родились 3 сына и 5 дочерей. Одна из дочерей, Дильрас Бегум (1622—1657), была выдана замуж за будущего могольского падишаха Индии Аурангзеба, а младшая дочь, Сакина Бану Бегум, за шахзаде Мухаммада Мурада Бахша.
В 1658 году во время войны за наследство Могольской империи, Аурангзеб взял Шах Наваз-Хан под стражу за то, что тот его не поддержал, но освободил через 7 месяцев. Бади уз-Заман Мирза был назначен правителем области Гуджарат (ныне Штат Гуджарат, Индия). Он погиб в одной из битв в 1659 году и был похоронен в суфийской святыне Аджмер Шариф Даргах.
От Дильрас Бегум у Аурангзеба родились 3 дочери и 2 сына, в том числе Мухаммад Азам Шах, короткое время в 1707 году бывший падишахом Индии.